# Allsvenskan de 1989
A Primeira Divisão do Campeonato Sueco de Futebol da temporada 1989, denominada oficialmente de Allsvenskan 1989, foi a 65º edição da principal divisão do futebol sueco. O campeão foi o Malmö FF  que conquistou seu 17º título na história da competição.

## Classificação final
| Pos. | Equipe             | J  | V  | E  | D  | GP | GC | Pts | SG  |
| ---- | ------------------ | -- | -- | -- | -- | -- | -- | --- | --- |
| 1    | Malmö FF           | 22 | 12 | 7  | 3  | 35 | 11 | 31  | +24 |
| 2    | IFK Norrköping     | 22 | 12 | 5  | 5  | 45 | 24 | 29  | +21 |
| 3    | GAIS               | 22 | 9  | 8  | 5  | 31 | 20 | 26  | +11 |
| 4    | Örebro SK          | 22 | 10 | 6  | 6  | 25 | 21 | 26  | +4  |
| 5    | Halmstads BK       | 22 | 11 | 3  | 8  | 30 | 31 | 25  | -1  |
| 6    | Djurgårdens IF     | 22 | 9  | 5  | 8  | 23 | 24 | 23  | -1  |
| 7    | IFK Göteborg       | 22 | 9  | 4  | 9  | 34 | 29 | 22  | +5  |
| 8    | AIK Fotboll        | 22 | 5  | 11 | 6  | 26 | 29 | 21  | -3  |
| 9    | Örgryte IS         | 22 | 6  | 9  | 7  | 19 | 28 | 21  | -9  |
| 10   | IK Brage           | 22 | 6  | 5  | 11 | 22 | 31 | 17  | -9  |
| 11   | GIF Sundsvall      | 22 | 4  | 5  | 13 | 30 | 40 | 13  | -10 |
| 12   | Västra Frölunda IF | 22 | 3  | 4  | 15 | 24 | 56 | 10  | -32 |

## Premiação
| Allsvenskan 1989              |
| Sweden                        |
| ----------------------------- |
| MALMÖ FF Campeão (17º título) |

## Artilharia
|    | Jogador          | Clube          | Gols |
| -- | ---------------- | -------------- | ---- |
| 1. | Jan Hellström    | IFK Norrköping | 16   |
| 2. | Leif Engqvist    | Malmö FF       | 11   |
| 3. | Patrik Andersson | IFK Norrköping | 10   |